# ジョナタン・ブアトゥ
ジョナタン・ブアトゥ・マナンガ（Jonathan Buatu Mananga 、1993年9月27日 - ）は、ベルギー・リエージュ出身のプロサッカー選手。アンゴラ代表。ポジションは、ディフェンダー（センターバック）。

## 代表歴
ユース年代はベルギー代表でプレイしたがフル代表はアンゴラを選択した。2014年8月3日、エチオピアとの親善試合でアンゴラ代表デビュー。試合は1-0で勝利した。